# Diminazene
Il diminazene è una diammidina. Lega il DNA e l'RNA ed è il principio attivo di farmaci anti-tripanosomici, commercializzati sotto il nome di Azidin, Berenil, Ganasag e Pirocide.
Viene usato anche nei laboratori di oncologia per chiarire il ruolo delle poliammine nella proliferazione cellulare. Infatti può inibire simultaneamente gli enzimi spermidina/spermina acetil-transferasi (SSAT) e poliammina ossidasi (PAO), entrambi coinvolti nel catabolismo delle poliammine.